# Mem

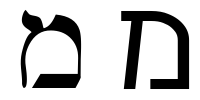
Mem

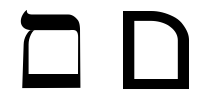
Mem final

Litera feniciană mem

Mem (מם) este a treisprezecea literă a alfabetului ebraic și fenician. În alfabetului fenician aceasta este o reprezentare grafică simplificată a unui râu. Litera ebraică modernă reprezintă un om care se apleacă pentru a lua apă dintr-un râu. Din acest motiv ea este pronunțată /mem/ (ebr. מם, מיים apă). Are valoarea numerică 40.